# Hieronim Czarnowski
Hieronim Ignacy Czarnowski (gener de 1834 – 28 de desembre de 1902), fou un jugador i promotor d'escacs, i activista polític polonès.
Va viure a Varsòvia (llavors Imperi Rus), on hi jugà, entre d'altres, contra n'Alexander Petrov i en Szymon Winawer. Després de la fallida de la Revolta polonesa de gener, va emigrar a França.

## Resultats destacats en competició
El 1867, participà en el fort Torneig Internacional de París, celebrat en paral·lel a l'Exposició Universal, i hi fou 8è (el torneig el guanyà Ignatz von Kolisch), i guanyà el torneig del Café de la Régence de París.
El 1880, va anar a Cracòvia (llavors part de l'Imperi Austrohongarès), en un període en què Galítsia gaudia d'una certa autonomia. Allà, hi fou cofundador i president del Club d'Escacs de Cracòvia (Krakowski Klub Szachistów) (1893), i hi guanyà el campionat local, el 1897.